# Olga Shkurnova
Olga Dmitriyevna Shkurnova (em ucraniano:  Ольга Дмитрівна Шкурнова; Odesa, 23 de março de 1962) é uma ex-jogadora de voleibol da Ucrânia que competiu pela União Soviética nos Jogos Olímpicos de 1988.
Em 1988, ela fez parte da equipe soviética que conquistou a medalha de ouro no torneio olímpico, no qual atuou em duas partidas.